# Adduit à l'ADN

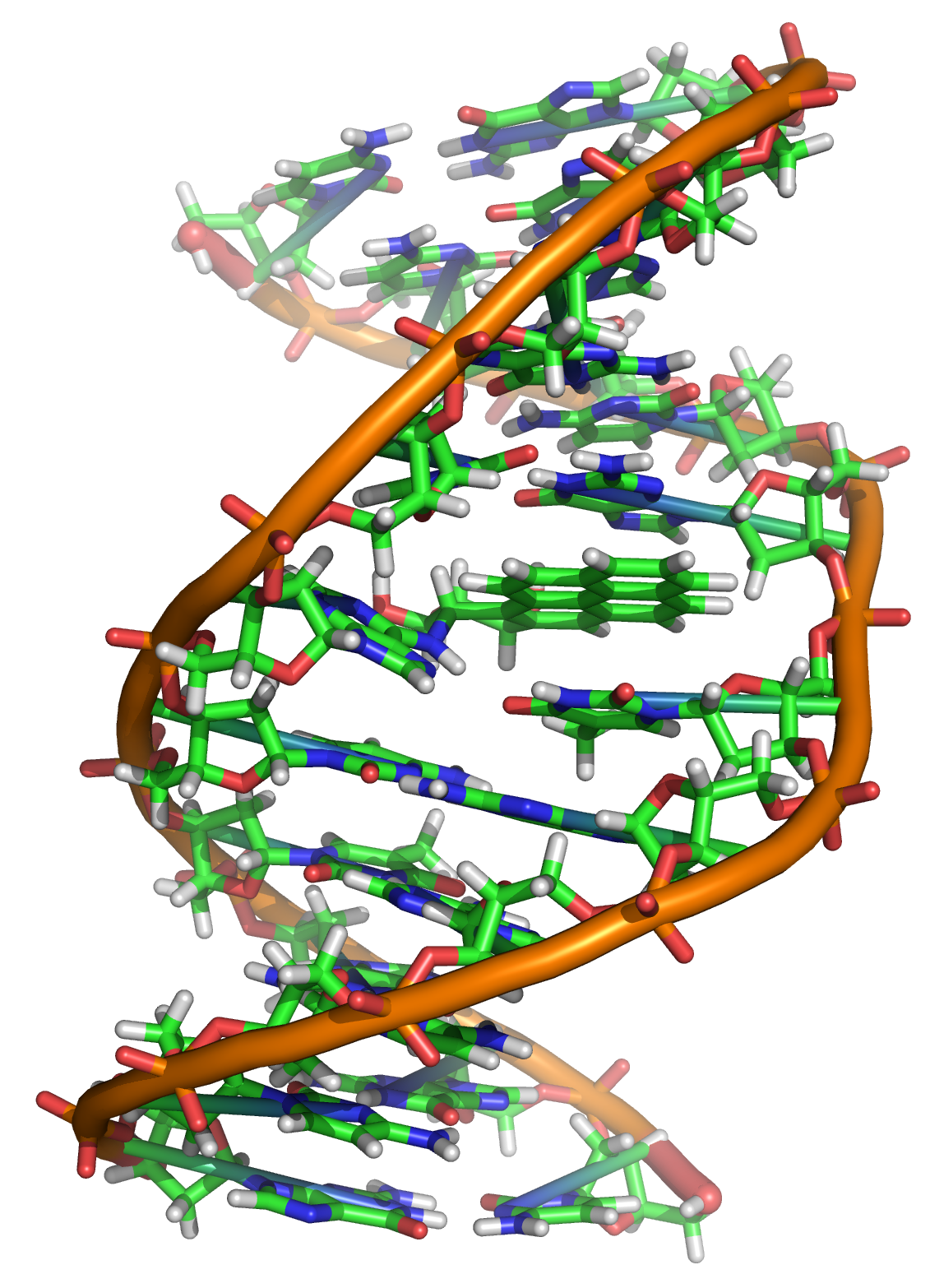
Un adduit à l'ADN du benzopyrène (au centre).

En génétique moléculaire, un adduit à l'ADN résulte de la fixation d'une molécule à un site nucléophile de l'ADN par liaison covalente. Ces adduits à l'ADN peuvent modifier l'expression des gènes, et participer à la carcinogénèse. Les adduits à l'ADN sont utilisés en tant que biomarqueurs de l'exposition environnementale à des molécules mutagènes ou cancérigènes.